# Dirección del Servicio Geográfico Militar
La Dirección del Servicio Geográfico Militar (también conocida como DISERGEMIL) es la agencia cartográfica nacional de Paraguay. Se encarga de brindar el material cartográfico para la planificación de proyectos de desarrollo y para evaluar los recursos del país para su preservación y uso racional. Su sede está en la ciudad de Asunción.
Los orígenes del instituto se remonta a 1931 cuando el teniente coronel José Félix Estigarribia, jefe de operaciones del Estado Mayor, creó el Servicio Geográfico del IV Departamento del Estado Mayor, con la misión de proporcionar los imprescindibles datos topográficos del terreno chaqueño donse se desarrollaría la guerra contra Bolivia. En 1941, mediante el Ley del Poder Ejecutivo n.º 7340, se creó el Instituto Geográfico Militar, el cual cambió de nombre en 1983 en virtud del decreto n.º 40771, adoptando su nombre actual.